# La Croix-sur-Roudoule
La Croix-sur-Roudoule é uma comuna francesa na região administrativa da Provença-Alpes-Costa Azul, no departamento Alpes Marítimos., Estende-se por uma área de 30,06 km², com  (Crousencs) 97 habitantes, segundo os censos de 1999, com uma densidade de 3 hab/km².
1. ↑  Archéam : Vincent Chavane, Mille ans de ponts sur la Roudoule